# Ole Beich
Ole Beich (Esbjerg, 1955 – Koppenhága, 1991. október 16.) dán gitáros és basszusgitáros. Fiatalkorában a dán zenei élet közkedvelt alakja volt, elsősorban Fender Telecaster gitárja, jó megjelenése, hosszú, szőke haja, és rock 'n' roll életformája miatt. Több helyi együttesben játszott, majd elhatározta, hogy Los Angelesbe költözik, hogy szerencsét próbáljon.
Ole Beich basszusgitárosként játszott mind az L.A. Guns, mind a Guns N’ Roses zenekarokban. Az utóbbi együttesből való távozását követően Duff McKagan vette át a helyét.
1991-ben tisztázatlan körülmények között belefulladt a Koppenhága központjában lévő Sct. Jørgens tóba.